# Orianajea pauliani
Orianajea pauliani är en insektsart som beskrevs av Young 1986. Orianajea pauliani ingår i släktet Orianajea och familjen dvärgstritar. Inga underarter finns listade i Catalogue of Life.